# Predicador (religió)

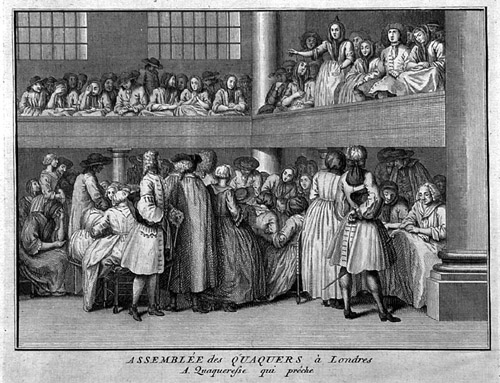
Un predicador quàquer i la seva congregació.

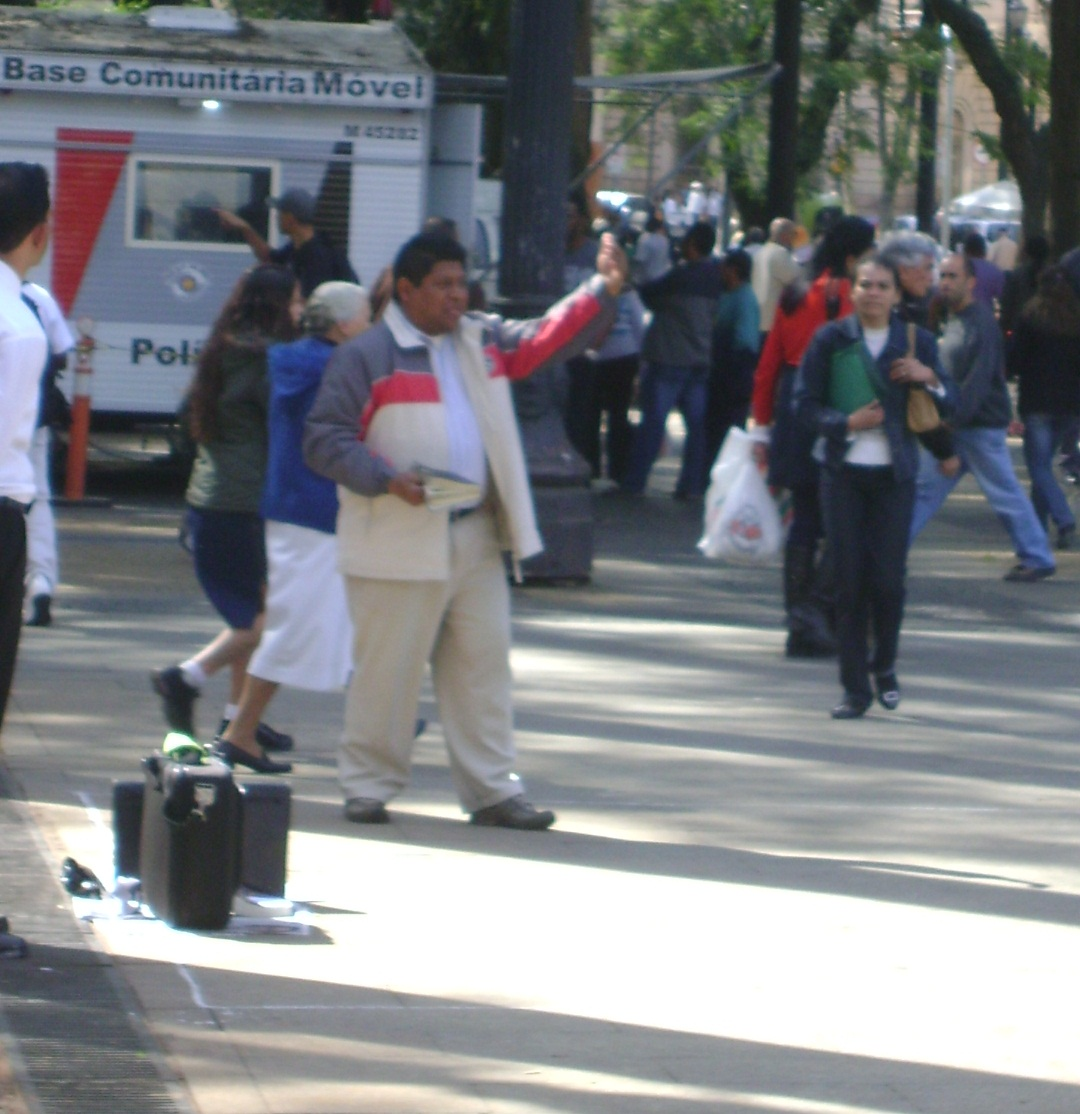
Predicador a Sao Paulo, Brasil.

Predicador és una paraula que es fa servir per referir-se a un ministre religiós que pronuncia sermons i homilies, generalment de contingut religiós. Es distingeix principalment d'un teòleg, en què el predicador se centra més en la comunicació amb el públic que no pas en el desenvolupament de la doctrina religiosa. Alguns autors consideren que la predicació i la teologia estan entrellaçades. La predicació no solament es limita a oferir un punt de vista religiós, sinó que en un sentit més ampli, ofereix respostes a les qüestions morals i socials. Els predicadors són comuns en la majoria de les cultures. En predicador pot ser un ministre cristià en un matí de diumenge, o un imam islàmic un divendres a la tarda, o un rabí jueu.

## Predicació cristiana
L'objectiu de la predicació cristiana és promoure el coneixement de l'Evangeli. En el llibre dels Fets dels Apòstols, Sant Pau va realitzar diversos viatges per predicar la paraula de Déu.

### Catolicisme
En l'Església Catòlica, els germans dominics són coneguts oficialment com a "Orde dels Predicadors" (en llatí: Ordo Praedicatorum). Els dominics van ser preparats per predicar públicament en llengües vernacles i l'orde, en els seus inicis, va ser creada per Domènec de Guzmán per predicar contra el catarisme en el sud de França a principis del segle xiii. D'aquesta manera, els dominics van prendre com a eix de la seva actuació, l'estudi i la predicació, units a la pobresa mendicant.

### Protestantisme
La predicació de sermons és especialment important en el protestantisme, sobretot entre aquelles denominacions que practiquen el revivalisme (evangelització). En les tradicions de culte, sovint figuren predicadors laics, entre ells es troben els predicadors metodistes locals. En moltes esglésies dels Estats Units, el títol de predicador (en anglès: preacher) és sinònim de pastor o ministre religiós, i el pastor de l'església és sovint conegut simplement com a predicador.

## Predicació islàmica

### Dawa
Dawa (àrab: دعوة, daʿwa) fa referència a l'acció de predicar l'islam. El musulmà que practica la dawa com a treballador religiós o voluntari de la comunitat, es anomenat daï (duà en plural). Un daï és una persona que convida a la gent a entendre l'Islam mitjançant un procés, i ha estat categoritzat en alguns casos com l'equivalent islàmic d'un missioner cristià, com qui convida a la gent a la fe, l'oració, o a la vida islàmica.

### Khatib
Khatib, en plural khutabà (àrab: خطيب, ẖaṭīb, pl. خطباء, ẖuṭabāʾ, literalment ‘predicador’) és el nom donat, a l'Islam, a l'encarregat de fer la khutba o sermó de la pregària del divendres, normalment l'imam de la mesquita.